# Entreprise romande
Entreprise romande, ehemals L’Ordre professionnel, ist eine Verbandszeitung aus der französischsprachigen Schweiz. Sie wurde 1933 gegründet und ist das Organ des Wirtschaftsverbandes Fédération des entreprises romandes Genève.
Ursprünglich erschien sie wöchentlich, 2010 stellte sie auf zweimonatlich um.